# Kanton Tonnerrois
Kanton Tonnerrois (fr. Canton du Tonnerrois) je francouzský kanton v departementu Yonne v regionu Burgundsko-Franche-Comté. Tvoří ho 52 obcí. Zřízen byl v roce 2015.

## Obce kantonu
| - Aisy-sur-Armançon - Ancy-le-Franc - Ancy-le-Libre - Argentenay - Argenteuil-sur-Armançon - Arthonnay - Baon - Bernouil - Chassignelles - Cheney - Collan - Cruzy-le-Châtel - Cry - Dannemoine - Dyé - Épineuil - Flogny-la-Chapelle - Fulvy | - Gigny - Gland - Jully - Junay - Lézinnes - Mélisey - Molosmes - Nuits - Pacy-sur-Armançon - Perrigny-sur-Armançon - Pimelles - Quincerot - Ravieres - Roffey - Rugny - Saint-Martin-sur-Armançon - Sambourg | - Sennevoy-le-Bas - Sennevoy-le-Haut - Serrigny - Stigny - Tanlay - Thorey - Tissey - Tonnerre - Trichey - Tronchoy - Vézannes - Vézinnes - Villiers-les-Hauts - Villon - Vireaux - Viviers - Yrouerre |